# (29295) 1993 OC13
(29295) 1993 OC13 est un astéroïde de la ceinture principale d'astéroïdes découvert en 1993.

## Description
(29295) 1993 OC13 a été découvert le 19 juillet 1993 à l'observatoire de La Silla, au Chili, par Eric Walter Elst.

### Caractéristiques orbitales
L'orbite de cet astéroïde est caractérisée par un demi-grand axe de 2,41 ua, un périhélie de 2,06 ua, une excentricité de 0,14 et une inclinaison de 1,19° par rapport à l'écliptique. Du fait de ces caractéristiques, à savoir un demi-grand axe compris entre 2 et 3,2 ua et un périhélie supérieur à 1,666 ua, il est classé, selon la JPL Small-Body Database, comme objet de la ceinture principale d'astéroïdes.

### Caractéristiques physiques
(29295) 1993 OC13 a une magnitude absolue (H) de 15,9 et un albédo estimé à 0,118.